# Proasellus cavaticus
Proasellus cavaticus és una espècie de crustaci isòpode pertanyent a la família dels asèl·lids.

## Descripció
- És de color blanc, sense ulls ni pigments i fa fins a 8 mm de llargària.[6][7]

## Depredadors
A les coves de Gal·les és depredat per Niphargus fontanus i Dendrocoeleum.

## Hàbitat
Es troba generalment a la part inferior de les pedres del fons dels cursos d'aigües subterrànies.

## Distribució geogràfica
Es troba a Europa: les illes Britàniques (Anglaterra i Gal·les), França, Bèlgica, els Països Baixos, Alemanya, Txèquia, Àustria, Suïssa i Itàlia.